# Suchań
Suchań (Duits: Zachan) is een stad in het Poolse woiwodschap West-Pommeren, gelegen in de powiat Stargardzki. De oppervlakte bedraagt 3,57 km², het inwonertal 1443 (2005).